# Llista de topònims de Calonge i Sant Antoni
Llista de topònims (noms propis de lloc) del municipi de Calonge i Sant Antoni, al Baix Empordà
Informació actualitzada per un bot. Els canvis manuals es perdran quan s'actualitzi!

## carrer
| imatge | Nom              | Ubicat a              | instància de | Detalls                     | coordenades                                          | Protecció                   | Commons (més fotos)                      | Dades a WD                    |
| ------ | ---------------- | --------------------- | ------------ | --------------------------- | ---------------------------------------------------- | --------------------------- | ---------------------------------------- | ----------------------------- |
|        | carrer Sant Joan | Calonge i Sant Antoni | carrer       |                             | 41° 51′ 47″ N, 3° 04′ 28″ E / 41.862998°N,3.074344°E | bé cultural d'interès local | Carrer Sant Joan (Calonge i Sant Antoni) | Modifica les dades a Wikidata |
|        | carrer del Càcul | Calonge i Sant Antoni | carrer       | Estil: arquitectura popular | 41° 51′ 45″ N, 3° 04′ 25″ E / 41.86245°N,3.073667°E  | bé cultural d'interès local | Carrer del Càcul                         | Modifica les dades a Wikidata |

## casa
| imatge | Nom                               | Ubicat a              | instància de | Detalls                                    | coordenades                                                                                                  | Protecció                   | Commons (més fotos)                                             | Dades a WD                    |
| ------ | --------------------------------- | --------------------- | ------------ | ------------------------------------------ | --- | --------------------------- | --------------------------------------------------------------- | ----------------------------- |
|        | Cal Panyero                       | Calonge i Sant Antoni | casa         |                                            | 41° 51′ 47″ N, 3° 04′ 27″ E / 41.863101°N,3.074094°E ca:C. Sant Joan, 1 - c. Major, 16 38 msnm               | bé cultural d'interès local | Cal Panyero (Calonge i Sant Antoni)                             | Modifica les dades a Wikidata |
|        | Can Canots                        | Calonge i Sant Antoni | casa         | Estil: arquitectura eclèctica              | 41° 51′ 43″ N, 3° 04′ 27″ E / 41.8619°N,3.07429°E                                                            | bé cultural d'interès local | Can Canots                                                      | Modifica les dades a Wikidata |
|        | Can Jofre                         | Calonge i Sant Antoni | casa         | Estil: arquitectura popular                | 41° 51′ 42″ N, 3° 04′ 27″ E / 41.8618°N,3.07428°E                                                            | bé cultural d'interès local | Can Jofre                                                       | Modifica les dades a Wikidata |
|        | Can Pagès                         | Calonge i Sant Antoni | casa         | 19th century                               | 41° 51′ 41″ N, 3° 04′ 26″ E / 41.861472°N,3.073988°E ca:C. Barceloneta, 2 26 msnm                            | bé cultural d'interès local | Can Pagès (Calonge i Sant Antoni)                               | Modifica les dades a Wikidata |
|        | Can Pallimonjo                    | Calonge i Sant Antoni | casa         | Estil: arquitectura popular                | 41° 51′ 50″ N, 3° 04′ 30″ E / 41.8638°N,3.07494°E                                                            | bé cultural d'interès local | Can Pallimonjo                                                  | Modifica les dades a Wikidata |
|        | Can Patrici                       | Calonge i Sant Antoni | casa         | 18th century                               | 41° 51′ 41″ N, 3° 04′ 35″ E / 41.861393°N,3.076321°E ca:Pl. Concòrdia, 4 32 msnm                             | bé cultural d'interès local | Can Patrici (Calonge i Sant Antoni)                             | Modifica les dades a Wikidata |
|        | Can Pibernat                      | Calonge i Sant Antoni | casa         | Estil: arquitectura eclèctica 19th century | 41° 51′ 41″ N, 3° 04′ 33″ E / 41.861374°N,3.075917°E ca:Pl. de la Concòrdia, 2 - c. de la Rutlla, 18 32 msnm | bé cultural d'interès local | Can Pibernat (Calonge i Sant Antoni)                            | Modifica les dades a Wikidata |
|        | Can Ponçjoan de Vila              | Calonge i Sant Antoni | casa         | Estil: arquitectura eclèctica 19th century | 41° 51′ 51″ N, 3° 04′ 36″ E / 41.864189°N,3.076534°E ca:C. del Pedró, 4 50 msnm                              | bé cultural d'interès local | Can Ponçjoan de Vila                                            | Modifica les dades a Wikidata |
|        | Can Ramon Queco                   | Calonge i Sant Antoni | casa         |                                            | 41° 50′ 49″ N, 3° 04′ 36″ E / 41.84685890646825°N,3.076783418655396°E                                        |                             |                                                                 | Modifica les dades a Wikidata |
|        | Can Savalls                       | Calonge i Sant Antoni | casa         | Estil: Renaixement                         | 41° 51′ 43″ N, 3° 04′ 25″ E / 41.862°N,3.07351°E                                                             | bé cultural d'interès local | Can Savalls                                                     | Modifica les dades a Wikidata |
|        | Can Vernella                      | Calonge i Sant Antoni | casa         |                                            | 41° 51′ 28″ N, 3° 06′ 12″ E / 41.85768347778291°N,3.1033051013946538°E                                       |                             |                                                                 | Modifica les dades a Wikidata |
|        | Can Xifró                         | Calonge i Sant Antoni | casa         | Estil: arquitectura popular                | 41° 51′ 47″ N, 3° 04′ 31″ E / 41.86316°N,3.07516°E                                                           | bé cultural d'interès local | Can Xifró                                                       | Modifica les dades a Wikidata |
|        | Casa Vilaseca                     | Calonge i Sant Antoni | casa         | Estil: arquitectura popular                | 41° 51′ 41″ N, 3° 04′ 33″ E / 41.8614°N,3.07583°E                                                            | bé cultural d'interès local | Casa Vilaseca (Calonge)                                         | Modifica les dades a Wikidata |
|        | Casa del Senyor del Mal Ús        | Calonge i Sant Antoni | casa         |                                            | 41° 51′ 49″ N, 3° 04′ 28″ E / 41.8635°N,3.07456°E                                                            | bé cultural d'interès local | Casa del Senyor del Mal Ús                                      | Modifica les dades a Wikidata |
|        | casa al carrer Anselm Clavé, 13   | Calonge i Sant Antoni | casa         | 18th century                               | 41° 51′ 46″ N, 3° 04′ 28″ E / 41.862862°N,3.07453°E ca:C. Anselm Clavé, 13 34 msnm                           | bé cultural d'interès local | Casa al carrer Anselm Clavé, 13 (Calonge i Sant Antoni)         | Modifica les dades a Wikidata |
|        | casa al carrer Josep Vilaseca, 41 | Calonge i Sant Antoni | casa         | 19th century                               | 41° 51′ 32″ N, 3° 04′ 38″ E / 41.858967°N,3.077226°E ca:C. Josep M. Vilaseca, 41 16 msnm                     | bé cultural d'interès local | Casa al carrer Josep Maria Vilaseca, 41 (Calonge i Sant Antoni) | Modifica les dades a Wikidata |
|        | casa al carrer del Mig, 15        | Calonge i Sant Antoni | casa         |                                            | 41° 50′ 54″ N, 3° 06′ 35″ E / 41.848224°N,3.109628°E                                                         | bé cultural d'interès local |                                                                 | Modifica les dades a Wikidata |

## castell
| imatge | Nom                | Ubicat a              | instància de  | Detalls                     | coordenades                                                               | Protecció                                            | Commons (més fotos) | Dades a WD                    |
| ------ | ------------------ | --------------------- | ------------- | --------------------------- | ------------------------------------------------------------------------- | ---------------------------------------------------- | ------------------- | ----------------------------- |
|        | Torre Lloreta      | Calonge i Sant Antoni | castell masia | Estil: arquitectura popular | 41° 52′ 10″ N, 3° 04′ 47″ E / 41.869444444444°N,3.0797222222222°E 36 msnm | bé d'interès cultural bé cultural d'interès nacional | Torre Lloreta       | Modifica les dades a Wikidata |
|        | castell de Calonge | Calonge i Sant Antoni | castell       |                             | 41° 51′ 47″ N, 3° 04′ 24″ E / 41.863136°N,3.073389°E 36 msnm              | bé d'interès cultural bé cultural d'interès nacional | Calonge Castle      | Modifica les dades a Wikidata |

## curs d'aigua
| imatge | Nom                            | Ubicat a                                                          | instància de | Detalls                                               | coordenades | Protecció | Commons (més fotos)            | Dades a WD                    |
| ------ | ------------------------------ | ----------------------------------------------------------------- | ------------ | ----------------------------------------------------- | --- | --------- | ------------------------------ | ----------------------------- |
|        | Folc                           | Calonge i Sant Antoni Cruïlles, Monells i Sant Sadurní de l'Heura | curs d'aigua | Desemboca: Rifred Llarg: 3.5km                        | |           | Folc                           | Modifica les dades a Wikidata |
|        | Rec Madral                     | Calonge i Sant Antoni                                             | curs d'aigua | Desemboca: mar Mediterrània Llarg: 5km                | 41° 52′ 28″ N, 3° 05′ 51″ E / 41.8744194444°N,3.09763055556°E                                                                   |           | Rec Madral                     | Modifica les dades a Wikidata |
|        | Rifred                         | Calonge i Sant Antoni                                             | curs d'aigua | Desemboca: riera de Calonge Llarg: 2.5km              | 41° 51′ 29″ N, 3° 04′ 30″ E / 41.858°N,3.07495°E                                                                                |           | Rifred                         | Modifica les dades a Wikidata |
|        | rec d'en Massoni               | Calonge i Sant Antoni                                             | curs d'aigua | Desemboca: mar Mediterrània                           | |           |                                | Modifica les dades a Wikidata |
|        | riera de Calonge               | Calonge i Sant Antoni                                             | curs d'aigua | Desemboca: mar Mediterrània Llarg: 3.5km Conca: 55km² | 41° 50′ 30″ N, 3° 05′ 52″ E / 41.84166666666667°N,3.097777777777778°E 41° 51′ 29″ N, 3° 04′ 30″ E / 41.85805555555555°N,3.075°E |           | Riera de Calonge               | Modifica les dades a Wikidata |
|        | riera de S'Orinella            | Calonge i Sant Antoni                                             | curs d'aigua |                                                       | 41° 53′ 24″ N, 3° 05′ 21″ E / 41.890121°N,3.089038°E 41° 52′ 39″ N, 3° 03′ 50″ E / 41.877529°N,3.063983°E                       |           | S'Orinella                     | Modifica les dades a Wikidata |
|        | riera de la Ganga              | Calonge i Sant Antoni Cruïlles, Monells i Sant Sadurní de l'Heura | curs d'aigua |                                                       | 41° 53′ 48″ N, 3° 03′ 46″ E / 41.8966416667°N,3.06272222222°E 41° 52′ 39″ N, 3° 03′ 50″ E / 41.877521°N,3.063988°E              |           | Riera de la Ganga              | Modifica les dades a Wikidata |
|        | riera del Tinar                | Calonge i Sant Antoni                                             | curs d'aigua | Desemboca: riera de Calonge Llarg: 3.5km              | |           | Riera del Tinar                | Modifica les dades a Wikidata |
|        | riera dels Molins              | Santa Cristina d'Aro Calonge i Sant Antoni                        | curs d'aigua | Desemboca: riera de Calonge Llarg: 11km               | |           |                                | Modifica les dades a Wikidata |
|        | torrent del Comal dels Lladres | Calonge i Sant Antoni                                             | curs d'aigua | Desemboca: riera dels Molins                          | |           | Torrent del Comal dels Lladres | Modifica les dades a Wikidata |

## edifici
| imatge | Nom                             | Ubicat a              | instància de | Detalls                       | coordenades                                       | Protecció                                  | Commons (més fotos)   | Dades a WD                    |
| ------ | ------------------------------- | --------------------- | ------------ | ----------------------------- | ------------------------------------------------- | ------------------------------------------ | --------------------- | ----------------------------- |
|        | Casa Puig Domènech              | Calonge i Sant Antoni | edifici      |                               |                                                   | bé integrant del patrimoni cultural català |                       | Modifica les dades a Wikidata |
|        | Casa al carrer de la Creu, 21   | Calonge i Sant Antoni | edifici      |                               |                                                   | bé cultural d'interès local                |                       | Modifica les dades a Wikidata |
|        | Escorxador municipal de Calonge | Calonge i Sant Antoni | edifici      | Estil: arquitectura eclèctica | 41° 51′ 22″ N, 3° 04′ 55″ E / 41.8562°N,3.0819°E  | bé cultural d'interès local                | Escorxador de Calonge | Modifica les dades a Wikidata |
|        | Sala Fontova                    | Calonge i Sant Antoni | edifici      | Estil: arquitectura eclèctica | 41° 51′ 44″ N, 3° 04′ 27″ E / 41.8622°N,3.07407°E | bé cultural d'interès local                | Sala Fontova          | Modifica les dades a Wikidata |

## entitat singular de població
| imatge | Nom                    | Ubicat a              | instància de                                                                                   | Detalls  | coordenades                                                     | Protecció | Commons (més fotos)    | Dades a WD                    |
| ------ | ---------------------- | --------------------- | ---------------------------------------------------------------------------------------------- | -------- | --------------------------------------------------------------- | --------- | ---------------------- | ----------------------------- |
|        | Cabanyes               | Calonge i Sant Antoni | entitat singular de població                                                                   | 581 hab  | 41° 51′ 08″ N, 3° 02′ 49″ E / 41.852252°N,3.04698°E 150 msnm    |           |                        | Modifica les dades a Wikidata |
|        | Calonge                | Calonge i Sant Antoni | entitat singular de població ens local històric de Catalunya capital municipal vila del llibre | 6107 hab | 41° 51′ 31″ N, 3° 04′ 45″ E / 41.85869°N,3.07926°E 35 msnm      |           |                        | Modifica les dades a Wikidata |
|        | Sant Antoni de Calonge | Calonge i Sant Antoni | entitat singular de població                                                                   | 3381 hab | 41° 50′ 56″ N, 3° 06′ 32″ E / 41.84888889°N,3.10888889°E 2 msnm |           | Sant Antoni de Calonge | Modifica les dades a Wikidata |
|        | Sant Daniel            | Calonge i Sant Antoni | entitat singular de població                                                                   | 830 hab  | 41° 51′ 18″ N, 3° 06′ 21″ E / 41.85498611°N,3.10569722°E 8 msnm |           |                        | Modifica les dades a Wikidata |
|        | Treumal                | Calonge i Sant Antoni | entitat singular de població                                                                   | 1304 hab | 41° 50′ 05″ N, 3° 05′ 25″ E / 41.834832°N,3.090174°E 34 msnm    |           |                        | Modifica les dades a Wikidata |

## església
| imatge | Nom                                                  | Ubicat a              | instància de     | Detalls                           | coordenades                                                         | Protecció                                  | Commons (més fotos)                | Dades a WD                    |
| ------ | ---------------------------------------------------- | --------------------- | ---------------- | --------------------------------- | ------------------------------------------------------------------- | ------------------------------------------ | ---------------------------------- | ----------------------------- |
|        | Capella ortodoxa del Comtat de Sant Jordi de Treumal | Calonge i Sant Antoni | església         | 1947                              | 41° 49′ 40″ N, 3° 04′ 59″ E / 41.8279°N,3.08295°E                   | bé cultural d'interès local                | Capella del Comtat de Sant Jordi   | Modifica les dades a Wikidata |
|        | Sant Esteve                                          | Calonge i Sant Antoni | església capella | Estil: arquitectura popular       | 41° 51′ 39″ N, 3° 02′ 02″ E / 41.8608923422755°N,3.03377199952863°E | bé integrant del patrimoni cultural català |                                    | Modifica les dades a Wikidata |
|        | Sant Martí de Calonge                                | Calonge i Sant Antoni | església         |                                   | 41° 51′ 45″ N, 3° 04′ 24″ E / 41.8624°N,3.07336°E                   | bé cultural d'interès local                | Sant Martí de Calonge              | Modifica les dades a Wikidata |
|        | Santa Maria del Collet                               | Calonge i Sant Antoni | església ermita  | Estil: art romànic                | 41° 51′ 01″ N, 3° 06′ 43″ E / 41.8503°N,3.11188°E                   | bé cultural d'interès local                | Santa Maria del Collet             | Modifica les dades a Wikidata |
|        | capella de les Germanes Carmelites                   | Calonge i Sant Antoni | església         | Estil: arquitectura eclèctica     | 41° 51′ 48″ N, 3° 04′ 28″ E / 41.8633°N,3.07444°E                   | bé cultural d'interès local                | Capella de les Germanes Carmelites | Modifica les dades a Wikidata |
|        | ermita de Sant Daniel                                | Calonge i Sant Antoni | església         | Estil: arquitectura popular       | 41° 51′ 30″ N, 3° 06′ 08″ E / 41.8582°N,3.10219°E                   | bé cultural d'interès local                | Ermita de Sant Daniel (Calonge)    | Modifica les dades a Wikidata |
|        | església de Sant Antoni de Calonge                   | Calonge i Sant Antoni | església         | Estil: historicisme arquitectònic | 41° 50′ 54″ N, 3° 06′ 26″ E / 41.848429°N,3.107089°E                | bé cultural d'interès local                | Sant Antoni de Calonge Church      | Modifica les dades a Wikidata |

## masia
| imatge | Nom                           | Ubicat a              | instància de | Detalls                                  | coordenades                                                                              | Protecció                                  | Commons (més fotos)               | Dades a WD                    |
| ------ | ----------------------------- | --------------------- | ------------ | ---------------------------------------- | ---------------------------------------------------------------------------------------- | ------------------------------------------ | --------------------------------- | ----------------------------- |
|        | Ca n'Escapa del Pla           | Calonge i Sant Antoni | masia        |                                          | 41° 51′ 23″ N, 3° 05′ 54″ E / 41.8564488739438°N,3.0982947349548344°E                    |                                            |                                   | Modifica les dades a Wikidata |
|        | Ca n'Oliver                   | Calonge i Sant Antoni | masia        | Estil: arquitectura popular              | 41° 51′ 47″ N, 3° 04′ 43″ E / 41.86307°N,3.07867°E                                       | bé cultural d'interès local                | Ca n'Oliver (Calonge)             | Modifica les dades a Wikidata |
|        | Cal Federal                   | Calonge i Sant Antoni | masia        |                                          | 41° 51′ 38″ N, 3° 05′ 05″ E / 41.86042029775256°N,3.084744215011597°E                    |                                            |                                   | Modifica les dades a Wikidata |
|        | Cal Moliner                   | Calonge i Sant Antoni | masia        |                                          | 41° 52′ 15″ N, 3° 04′ 11″ E / 41.8708377074892°N,3.06979583815938°E                      |                                            |                                   | Modifica les dades a Wikidata |
|        | Can Benet                     | Calonge i Sant Antoni | masia        | 19th century                             | 41° 51′ 32″ N, 3° 04′ 22″ E / 41.858886°N,3.072765°E ca:Ctra. de Romanyà, 10 18 msnm     | bé cultural d'interès local                | Can Benet (Calonge i Sant Antoni) | Modifica les dades a Wikidata |
|        | Can Coia                      | Calonge i Sant Antoni | masia        |                                          | 41° 51′ 21″ N, 3° 05′ 51″ E / 41.855793605266655°N,3.097382783889771°E 8 msnm            |                                            |                                   | Modifica les dades a Wikidata |
|        | Can Costa                     | Calonge i Sant Antoni | masia        |                                          | 41° 50′ 44″ N, 3° 04′ 20″ E / 41.84569202898748°N,3.0723202228546143°E 107 msnm          |                                            |                                   | Modifica les dades a Wikidata |
|        | Can Cremat                    | Calonge i Sant Antoni | masia        |                                          | 41° 50′ 55″ N, 3° 05′ 37″ E / 41.8487358484988°N,3.09364745000886°E                      |                                            |                                   | Modifica les dades a Wikidata |
|        | Can Crònics                   | Calonge i Sant Antoni | masia        |                                          | 41° 51′ 41″ N, 3° 05′ 52″ E / 41.861455872268°N,3.0976739491683°E                        |                                            |                                   | Modifica les dades a Wikidata |
|        | Can Diumenjó                  | Calonge i Sant Antoni | masia        |                                          | 41° 52′ 52″ N, 3° 04′ 06″ E / 41.8810704450964°N,3.06822812001989°E                      |                                            |                                   | Modifica les dades a Wikidata |
|        | Can Domènec del Pla           | Calonge i Sant Antoni | masia        |                                          | 41° 51′ 25″ N, 3° 05′ 49″ E / 41.856904361629795°N,3.0968892574310303°E                  |                                            |                                   | Modifica les dades a Wikidata |
|        | Can Favar                     | Calonge i Sant Antoni | masia        |                                          | 41° 52′ 36″ N, 3° 04′ 39″ E / 41.8766062391188°N,3.07739453978376°E                      |                                            |                                   | Modifica les dades a Wikidata |
|        | Can Fonolleres                | Calonge i Sant Antoni | masia        |                                          | 41° 51′ 52″ N, 3° 05′ 47″ E / 41.8644595394471°N,3.09647785158886°E                      |                                            |                                   | Modifica les dades a Wikidata |
|        | Can Lloques                   | Calonge i Sant Antoni | masia        |                                          | 41° 52′ 09″ N, 3° 03′ 52″ E / 41.8692465445291°N,3.06457641966537°E                      |                                            |                                   | Modifica les dades a Wikidata |
|        | Can Lloret                    | Calonge i Sant Antoni | masia        |                                          | 41° 52′ 03″ N, 3° 04′ 09″ E / 41.8675324864654°N,3.06929820262338°E                      |                                            |                                   | Modifica les dades a Wikidata |
|        | Can Macari                    | Calonge i Sant Antoni | masia        |                                          | 41° 51′ 23″ N, 3° 03′ 51″ E / 41.856493048444°N,3.06412987162713°E                       |                                            |                                   | Modifica les dades a Wikidata |
|        | Can Maneja                    | Calonge i Sant Antoni | masia        |                                          | 41° 51′ 25″ N, 3° 06′ 15″ E / 41.85690835712146°N,3.1041902303695683°E                   |                                            |                                   | Modifica les dades a Wikidata |
|        | Can Margarit                  | Calonge i Sant Antoni | masia        |                                          | 41° 51′ 49″ N, 3° 03′ 13″ E / 41.8637489866551°N,3.05360624765772°E                      |                                            |                                   | Modifica les dades a Wikidata |
|        | Can Margarit                  | Calonge i Sant Antoni | masia        |                                          | 41° 52′ 06″ N, 3° 03′ 51″ E / 41.8683820473912°N,3.06428635145167°E                      |                                            |                                   | Modifica les dades a Wikidata |
|        | Can Monells                   | Calonge i Sant Antoni | masia        |                                          | 41° 52′ 09″ N, 3° 05′ 38″ E / 41.86925324994°N,3.09400274103188°E                        |                                            |                                   | Modifica les dades a Wikidata |
|        | Can Mont                      | Calonge i Sant Antoni | masia        |                                          | 41° 51′ 41″ N, 3° 03′ 04″ E / 41.8615164762621°N,3.05097778035142°E 235 msnm             |                                            | Can Mont (Calonge)                | Modifica les dades a Wikidata |
|        | Can Moreu                     | Calonge i Sant Antoni | masia        |                                          | 41° 52′ 07″ N, 3° 04′ 37″ E / 41.868737913295064°N,3.0769872665405273°E                  |                                            | Can Moreu (Calonge)               | Modifica les dades a Wikidata |
|        | Can Nemesi                    | Calonge i Sant Antoni | masia        |                                          | 41° 52′ 09″ N, 3° 04′ 26″ E / 41.8692229312132°N,3.07386700951638°E                      |                                            |                                   | Modifica les dades a Wikidata |
|        | Can Pallet                    | Calonge i Sant Antoni | masia        |                                          | 41° 51′ 26″ N, 3° 06′ 19″ E / 41.8571562920528°N,3.10521358881787°E                      |                                            |                                   | Modifica les dades a Wikidata |
|        | Can Pere Feliu                | Calonge i Sant Antoni | masia        |                                          | 41° 52′ 26″ N, 3° 03′ 09″ E / 41.8738641590774°N,3.05262652056067°E                      |                                            |                                   | Modifica les dades a Wikidata |
|        | Can Pere Pla                  | Calonge i Sant Antoni | masia        |                                          | 41° 50′ 50″ N, 3° 03′ 57″ E / 41.84710666538593°N,3.0657005310058594°E 64.6 msnm         |                                            | Can Pere Pla                      | Modifica les dades a Wikidata |
|        | Can Redó                      | Calonge i Sant Antoni | masia        |                                          | 41° 52′ 18″ N, 3° 05′ 58″ E / 41.8715544497999°N,3.09941679576093°E                      |                                            |                                   | Modifica les dades a Wikidata |
|        | Can Segarra                   | Calonge i Sant Antoni | masia        |                                          | 41° 51′ 03″ N, 3° 04′ 22″ E / 41.85093481832181°N,3.072792291641236°E                    |                                            |                                   | Modifica les dades a Wikidata |
|        | Can Seguer                    | Calonge i Sant Antoni | masia        |                                          | 41° 50′ 54″ N, 3° 04′ 10″ E / 41.84833745352861°N,3.0693805217742924°E                   |                                            |                                   | Modifica les dades a Wikidata |
|        | Can Sitges                    | Calonge i Sant Antoni | masia        |                                          | 41° 52′ 10″ N, 3° 04′ 36″ E / 41.8695813657229°N,3.07667510701859°E                      |                                            |                                   | Modifica les dades a Wikidata |
|        | Can Socarrat                  | Calonge i Sant Antoni | masia        |                                          | 41° 51′ 25″ N, 3° 04′ 52″ E / 41.856976280441586°N,3.081203699111939°E                   |                                            |                                   | Modifica les dades a Wikidata |
|        | Can Tites                     | Calonge i Sant Antoni | masia        |                                          | 41° 52′ 13″ N, 3° 04′ 02″ E / 41.870190666679°N,3.06736098092665°E                       |                                            |                                   | Modifica les dades a Wikidata |
|        | Can Toll                      | Calonge i Sant Antoni | masia        |                                          | 41° 51′ 26″ N, 3° 03′ 41″ E / 41.8572961236819°N,3.06145605265381°E                      |                                            |                                   | Modifica les dades a Wikidata |
|        | Can Vilar de sa Mutxada       | Calonge i Sant Antoni | masia        | Estil: arquitectura popular              | 41° 50′ 25″ N, 3° 05′ 31″ E / 41.84036°N,3.09185°E                                       | bé cultural d'interès local                |                                   | Modifica les dades a Wikidata |
|        | Can Vilobí                    | Calonge i Sant Antoni | masia        |                                          | 41° 51′ 17″ N, 3° 04′ 17″ E / 41.85470680339117°N,3.0713224411010747°E                   |                                            |                                   | Modifica les dades a Wikidata |
|        | Casal de Vilanova de Cabanyes | Calonge i Sant Antoni | masia        | Estil: arquitectura eclèctica            | 41° 51′ 08″ N, 3° 03′ 32″ E / 41.8523°N,3.059°E                                          | bé cultural d'interès local                | Casal de Vilanova de Cabanyes     | Modifica les dades a Wikidata |
|        | Mas Artigues                  | Calonge i Sant Antoni | masia        |                                          | 41° 51′ 48″ N, 3° 01′ 40″ E / 41.863295401877°N,3.0277933937098°E                        |                                            |                                   | Modifica les dades a Wikidata |
|        | Mas Barceló                   | Calonge i Sant Antoni | masia        |                                          | 41° 52′ 00″ N, 3° 04′ 32″ E / 41.8666639546426°N,3.07544256164624°E 42 msnm              |                                            | Mas Barceló                       | Modifica les dades a Wikidata |
|        | Mas Blanquet                  | Calonge i Sant Antoni | masia        |                                          | 41° 52′ 37″ N, 3° 03′ 29″ E / 41.8770590176419°N,3.05798003185307°E                      |                                            |                                   | Modifica les dades a Wikidata |
|        | Mas Boet del Pla              | Calonge i Sant Antoni | masia        |                                          | 41° 51′ 16″ N, 3° 06′ 22″ E / 41.85437516531789°N,3.106051683425904°E                    |                                            |                                   | Modifica les dades a Wikidata |
|        | Mas Bou                       | Calonge i Sant Antoni | masia        |                                          | 41° 52′ 06″ N, 3° 04′ 56″ E / 41.8683436770727°N,3.08209609073904°E                      |                                            |                                   | Modifica les dades a Wikidata |
|        | Mas Descaire                  | Calonge i Sant Antoni | masia        | 17th century                             | 41° 51′ 49″ N, 3° 04′ 38″ E / 41.863615°N,3.077291°E ca:C. Pedró, 41 51 msnm             | bé cultural d'interès local                | Mas Descaire                      | Modifica les dades a Wikidata |
|        | Mas Falet                     | Calonge i Sant Antoni | masia        |                                          | 41° 51′ 16″ N, 3° 06′ 31″ E / 41.854371°N,3.108572°E                                     | bé cultural d'interès local                |                                   | Modifica les dades a Wikidata |
|        | Mas Gastes                    | Calonge i Sant Antoni | masia        |                                          | 41° 52′ 32″ N, 3° 04′ 54″ E / 41.8755854933046°N,3.08168356300259°E                      |                                            |                                   | Modifica les dades a Wikidata |
|        | Mas Gil                       | Calonge i Sant Antoni | masia        |                                          | 41° 52′ 17″ N, 3° 05′ 14″ E / 41.8713661071469°N,3.08735396922247°E                      |                                            |                                   | Modifica les dades a Wikidata |
|        | Mas Molla de la Riera         | Calonge i Sant Antoni | masia        | Estil: arquitectura popular              | 41° 52′ 05″ N, 3° 04′ 50″ E / 41.86805°N,3.08057°E                                       | bé integrant del patrimoni cultural català | Mas Molla                         | Modifica les dades a Wikidata |
|        | Mas Monells del Pla           | Calonge i Sant Antoni | masia        |                                          | 41° 51′ 16″ N, 3° 05′ 58″ E / 41.854475056484794°N,3.0994749069213867°E                  |                                            |                                   | Modifica les dades a Wikidata |
|        | Mas Niell                     | Calonge i Sant Antoni | masia        |                                          | 41° 52′ 27″ N, 3° 05′ 52″ E / 41.874185940383°N,3.09768552760734°E                       |                                            |                                   | Modifica les dades a Wikidata |
|        | Mas Palet Nou                 | Calonge i Sant Antoni | masia        |                                          | 41° 52′ 22″ N, 3° 05′ 21″ E / 41.8726527642823°N,3.08907897488789°E                      |                                            |                                   | Modifica les dades a Wikidata |
|        | Mas Palet Vell                | Calonge i Sant Antoni | masia        |                                          | 41° 52′ 28″ N, 3° 05′ 18″ E / 41.8744277938844°N,3.08820171218883°E                      |                                            |                                   | Modifica les dades a Wikidata |
|        | Mas Pere                      | Calonge i Sant Antoni | masia        |                                          | 41° 51′ 51″ N, 3° 06′ 19″ E / 41.864289756567°N,3.1052011846323°E                        |                                            |                                   | Modifica les dades a Wikidata |
|        | Mas Ponçjoan                  | Calonge i Sant Antoni | masia        | Estil: arquitectura popular              | 41° 51′ 44″ N, 3° 04′ 15″ E / 41.8622°N,3.070968°E ca:av. Sant Pau de Fenollet 1 29 msnm | bé cultural d'interès local                | Mas Ponçjoan                      | Modifica les dades a Wikidata |
|        | Mas Ponçjoan de Fonts         | Calonge i Sant Antoni | masia        | 1723                                     | 41° 51′ 56″ N, 3° 04′ 57″ E / 41.865434°N,3.082491°E ca:Carrer de les escoles s/n        |                                            | Mas Ponsjoan                      | Modifica les dades a Wikidata |
|        | Mas Pou                       | Calonge i Sant Antoni | masia        |                                          | 41° 50′ 36″ N, 3° 03′ 46″ E / 41.84335021750242°N,3.062685728073121°E                    |                                            |                                   | Modifica les dades a Wikidata |
|        | Mas Ribot                     | Calonge i Sant Antoni | masia        |                                          | 41° 52′ 08″ N, 3° 05′ 25″ E / 41.8687969818399°N,3.09015812203587°E                      |                                            |                                   | Modifica les dades a Wikidata |
|        | Mas Rosselló                  | Calonge i Sant Antoni | masia        |                                          | 41° 51′ 47″ N, 3° 02′ 06″ E / 41.8630896831977°N,3.03490575535085°E                      |                                            |                                   | Modifica les dades a Wikidata |
|        | Mas Rosselló                  | Calonge i Sant Antoni | masia        |                                          | 41° 51′ 27″ N, 3° 06′ 15″ E / 41.857505°N,3.104103°E                                     | bé cultural d'interès local                |                                   | Modifica les dades a Wikidata |
|        | Mas Rosselló                  | Calonge i Sant Antoni | masia        |                                          | 41° 50′ 47″ N, 3° 04′ 15″ E / 41.84646728557691°N,3.070861101150513°E                    |                                            |                                   | Modifica les dades a Wikidata |
|        | Mas Rotllant de Baix          | Calonge i Sant Antoni | masia        |                                          | 41° 51′ 24″ N, 3° 04′ 35″ E / 41.856632667611°N,3.0764722824096684°E                     |                                            |                                   | Modifica les dades a Wikidata |
|        | Mas Rotllant de les Roques    | Calonge i Sant Antoni | masia        | Estil: arquitectura popular 17th century | 41° 51′ 51″ N, 3° 04′ 50″ E / 41.86425°N,3.08067°E ca:Carrer Joan Maragall, 19 28 msnm   | bé cultural d'interès local                | Mas Rotllant de les Roques        | Modifica les dades a Wikidata |
|        | Mas Rotllant dels Vinyers     | Calonge i Sant Antoni | masia        |                                          | 41° 51′ 21″ N, 3° 04′ 30″ E / 41.8557658449576°N,3.07510446881105°E                      |                                            | Mas Rotllan                       | Modifica les dades a Wikidata |
|        | Mas Sagal                     | Calonge i Sant Antoni | masia        |                                          | 41° 52′ 21″ N, 3° 04′ 45″ E / 41.8725969887595°N,3.07914910767572°E                      |                                            |                                   | Modifica les dades a Wikidata |
|        | Mas Santet                    | Calonge i Sant Antoni | masia        |                                          | 41° 52′ 54″ N, 3° 04′ 44″ E / 41.8817842269207°N,3.07879887107611°E                      |                                            |                                   | Modifica les dades a Wikidata |
|        | Mas Sicars                    | Calonge i Sant Antoni | masia        |                                          | 41° 51′ 32″ N, 3° 04′ 11″ E / 41.85898°N,3.069707°E 27 msnm                              | bé cultural d'interès local                | Mas Sicars                        | Modifica les dades a Wikidata |
|        | Mas Sorrer                    | Calonge i Sant Antoni | masia        |                                          | 41° 51′ 14″ N, 3° 05′ 07″ E / 41.853883698504774°N,3.0851840972900395°E                  |                                            |                                   | Modifica les dades a Wikidata |
|        | Mas Sunyer                    | Calonge i Sant Antoni | masia        |                                          | 41° 50′ 48″ N, 3° 04′ 21″ E / 41.84677099178295°N,3.0725240707397465°E                   |                                            |                                   | Modifica les dades a Wikidata |
|        | Mas Terrades                  | Calonge i Sant Antoni | masia        |                                          | 41° 51′ 48″ N, 3° 02′ 08″ E / 41.8634587433397°N,3.03562889613107°E                      |                                            |                                   | Modifica les dades a Wikidata |
|        | Mas Vilar                     | Calonge i Sant Antoni | masia        |                                          | 41° 50′ 44″ N, 3° 04′ 10″ E / 41.84542827975872°N,3.0695092678070073°E                   |                                            |                                   | Modifica les dades a Wikidata |
|        | Mas Viola                     | Calonge i Sant Antoni | masia        |                                          | 41° 52′ 24″ N, 3° 04′ 37″ E / 41.8732469085593°N,3.07705306365976°E                      |                                            |                                   | Modifica les dades a Wikidata |
|        | Mas Xeretes                   | Calonge i Sant Antoni | masia        |                                          | 41° 51′ 24″ N, 3° 03′ 45″ E / 41.856764105771°N,3.06258803122667°E                       |                                            |                                   | Modifica les dades a Wikidata |
|        | Mas d'en Boia                 | Calonge i Sant Antoni | masia        |                                          | 41° 50′ 55″ N, 3° 03′ 43″ E / 41.848681110924°N,3.061999082565308°E                      |                                            |                                   | Modifica les dades a Wikidata |
|        | Mas del Secretari             | Calonge i Sant Antoni | masia        |                                          | 41° 50′ 42″ N, 3° 04′ 03″ E / 41.84503665011022°N,3.067599534988404°E                    |                                            |                                   | Modifica les dades a Wikidata |
|        | Puigventós                    | Calonge i Sant Antoni | masia        |                                          | 41° 52′ 18″ N, 3° 04′ 32″ E / 41.8717888454346°N,3.075472688641°E                        |                                            |                                   | Modifica les dades a Wikidata |
|        | Ses Torretes                  | Calonge i Sant Antoni | masia        | Estil: arquitectura popular 16th century | 41° 49′ 52″ N, 3° 05′ 01″ E / 41.8312°N,3.08349°E ca:Avinguda d'Andorra, Treumal 41 msnm | bé cultural d'interès nacional             | Ses Torretes                      | Modifica les dades a Wikidata |
|        | Torre Roura                   | Calonge i Sant Antoni | masia        | Estil: arquitectura modernista           | 41° 51′ 09″ N, 3° 05′ 19″ E / 41.8526°N,3.08867°E                                        | bé cultural d'interès local                | Torre Roura                       | Modifica les dades a Wikidata |
|        | el Paratge Volvos             | Calonge i Sant Antoni | masia        |                                          | 41° 52′ 20″ N, 3° 04′ 51″ E / 41.8722265494028°N,3.08081163987009°E                      |                                            |                                   | Modifica les dades a Wikidata |

## menhir
| imatge | Nom                        | Ubicat a              | instància de    | Detalls | coordenades                                                           | Protecció                   | Commons (més fotos)        | Dades a WD                    |
| ------ | -------------------------- | --------------------- | --------------- | ------- | --------------------------------------------------------------------- | --------------------------- | -------------------------- | ----------------------------- |
|        | Menhir de Puig ses Forques | Calonge i Sant Antoni | menhir          |         | 41° 51′ 15″ N, 3° 08′ 07″ E / 41.8543°N,3.1353°E                      |                             | Menhir de Puig ses Forques | Modifica les dades a Wikidata |
|        | Menhir de can Mont         | Calonge i Sant Antoni | menhir jaciment |         | 41° 51′ 51″ N, 3° 02′ 57″ E / 41.864228°N,3.049197°E 270.28 msnm      | bé cultural d'interès local | Menhir de can Mont         | Modifica les dades a Wikidata |
|        | Menhir del Mas Ros         | Calonge i Sant Antoni | menhir          |         | 41° 50′ 24″ N, 3° 03′ 44″ E / 41.8400331705993°N,3.0622565746307377°E |                             |                            | Modifica les dades a Wikidata |
|        | Pedres Dretes d'en Ruàs    | Calonge i Sant Antoni | menhir          |         | 41° 51′ 25″ N, 3° 02′ 03″ E / 41.8568301395286°N,3.03409515174938°E   |                             |                            | Modifica les dades a Wikidata |

## molí d'aigua
| imatge | Nom                | Ubicat a              | instància de | Detalls | coordenades                                                                   | Protecció | Commons (més fotos) | Dades a WD                    |
| ------ | ------------------ | --------------------- | ------------ | ------- | ----------------------------------------------------------------------------- | --------- | ------------------- | ----------------------------- |
|        | El Molí Cremat     | Calonge i Sant Antoni | molí d'aigua |         | 41° 50′ 51″ N, 3° 02′ 27″ E / 41.847618°N,3.040785°E 51 msnm                  |           | Molí Cremat         | Modifica les dades a Wikidata |
|        | Moli d'en Lluís    | Calonge i Sant Antoni | molí d'aigua |         | 41° 51′ 09″ N, 3° 02′ 03″ E / 41.852536111111°N,3.0340333333333°E 60 msnm     |           | Molí d'en Lluís     | Modifica les dades a Wikidata |
|        | Molí de les Roques | Calonge i Sant Antoni | molí d'aigua |         | 41° 50′ 59″ N, 3° 03′ 11″ E / 41.849776286724°N,3.0530848079369°E 36 msnm     |           | Molí de les Roques  | Modifica les dades a Wikidata |
|        | Molí del Mesamunt  | Calonge i Sant Antoni | molí d'aigua |         | 41° 51′ 15″ N, 3° 01′ 46″ E / 41.85424330873871°N,3.029394149780274°E 66 msnm |           | Molí de Mesamunt    | Modifica les dades a Wikidata |

## molí de vent
| imatge | Nom                                     | Ubicat a              | instància de | Detalls                                                   | coordenades                                                                                        | Protecció                   | Commons (més fotos)                    | Dades a WD                    |
| ------ | --------------------------------------- | --------------------- | ------------ | --------------------------------------------------------- | -------------------------------------------------------------------------------------------------- | --------------------------- | -------------------------------------- | ----------------------------- |
|        | Molí de Puig Rosell                     | Calonge i Sant Antoni | molí de vent | Estil: arquitectura popular 19th century Estat: abandonat | 41° 52′ 24″ N, 3° 04′ 13″ E / 41.8734°N,3.07017°E ca:Carrer Isabel Vilà, 20.                       | bé cultural d'interès local | Molí de Puig Rosell                    | Modifica les dades a Wikidata |
|        | Molí de vent Jacint Verdaguer           | Calonge i Sant Antoni | molí de vent |                                                           | 41° 51′ 34″ N, 3° 04′ 24″ E / 41.859501°N,3.073419°E ca:Cra. de Romanyà, 1 17 msnm                 | bé cultural d'interès local | Molí de vent Jacint Verdaguer          | Modifica les dades a Wikidata |
|        | Molí de vent de Mas Sicars              | Calonge i Sant Antoni | molí de vent |                                                           | 41° 51′ 33″ N, 3° 04′ 22″ E / 41.859035°N,3.072837°E ca:Cra. de Romanyà, davant del núm. 8 16 msnm | bé cultural d'interès local | Molí de vent de Mas Sicars             | Modifica les dades a Wikidata |
|        | Molí de vent de l'hort de Ca n'Emili    | Calonge i Sant Antoni | molí de vent |                                                           | 41° 51′ 37″ N, 3° 04′ 19″ E / 41.860291°N,3.071863°E ca:C. Illa, 28 18 msnm                        | bé cultural d'interès local | Molí de vent de l'hort de Ca n'Emili   | Modifica les dades a Wikidata |
|        | Molí de vent de la carretera de Romanyà | Calonge i Sant Antoni | molí de vent |                                                           | 41° 51′ 29″ N, 3° 04′ 12″ E / 41.858083°N,3.069968°E                                               | bé cultural d'interès local |                                        | Modifica les dades a Wikidata |
|        | Molí de vent de la plaça Quatre Camins  | Calonge i Sant Antoni | molí de vent |                                                           | 41° 51′ 56″ N, 3° 04′ 18″ E / 41.865489°N,3.071765°E ca:Pl. Quatre Camins, 1 22 msnm               | bé cultural d'interès local | Molí de vent de la plaça Quatre Camins | Modifica les dades a Wikidata |
|        | Molí de vent del carrer Nou             | Calonge i Sant Antoni | molí de vent |                                                           | 41° 51′ 37″ N, 3° 04′ 23″ E / 41.860163°N,3.073044°E ca:C. Nou, 34 17 msnm                         | bé cultural d'interès local | Molí de vent del carrer Nou            | Modifica les dades a Wikidata |
|        | Molí del Dimoni                         | Calonge i Sant Antoni | molí de vent |                                                           | 41° 51′ 59″ N, 3° 04′ 25″ E / 41.86649°N,3.073598°E ca:C. Josep Tarradellas, 5 27 msnm             | bé cultural d'interès local | Molí del Dimoni                        | Modifica les dades a Wikidata |

## muntanya
| imatge | Nom                           | Ubicat a              | instància de | Detalls | coordenades                                                         | Protecció | Commons (més fotos)           | Dades a WD                    |
| ------ | ----------------------------- | --------------------- | ------------ | ------- | ------------------------------------------------------------------- | --------- | ----------------------------- | ----------------------------- |
|        | Puig Cabrer                   | Calonge i Sant Antoni | muntanya     |         | 41° 52′ 01″ N, 3° 05′ 47″ E / 41.8669°N,3.09639°E 114.9 msnm        |           |                               | Modifica les dades a Wikidata |
|        | Puig Cargol                   | Calonge i Sant Antoni | muntanya     |         | 41° 53′ 18″ N, 3° 05′ 30″ E / 41.88822222°N,3.09153333°E 357.1 msnm |           |                               | Modifica les dades a Wikidata |
|        | Puig de Can Vilar             | Calonge i Sant Antoni | muntanya     |         | 41° 50′ 40″ N, 3° 04′ 34″ E / 41.84433611°N,3.07605°E 142.8 msnm    |           |                               | Modifica les dades a Wikidata |
|        | Puig de la Cendrosa           | Calonge i Sant Antoni | muntanya     |         | 41° 53′ 25″ N, 3° 05′ 13″ E / 41.8903°N,3.08698°E 332.6 msnm        |           |                               | Modifica les dades a Wikidata |
|        | Puig de la Creu del Castellar | Calonge i Sant Antoni | muntanya     |         | 41° 51′ 53″ N, 3° 03′ 45″ E / 41.8647°N,3.0625°E 204.8 msnm         |           | Puig de la Creu del Castellar | Modifica les dades a Wikidata |
|        | Puig del Molí de Vent         | Calonge i Sant Antoni | muntanya     |         | 41° 52′ 23″ N, 3° 04′ 18″ E / 41.873°N,3.0718°E 61 msnm             |           |                               | Modifica les dades a Wikidata |
|        | Puig dels Daus                | Calonge i Sant Antoni | muntanya     |         | 41° 52′ 55″ N, 3° 04′ 23″ E / 41.882°N,3.07295°E 140.9 msnm         |           |                               | Modifica les dades a Wikidata |
|        | Roquissar d'en Sala           | Calonge i Sant Antoni | muntanya     |         | 41° 51′ 57″ N, 3° 02′ 44″ E / 41.86589167°N,3.04568889°E 283 msnm   |           |                               | Modifica les dades a Wikidata |

## nucli d'entitat singular de població
| imatge | Nom                      | Ubicat a                                     | instància de                                      | Detalls | coordenades                                                                | Protecció | Commons (més fotos) | Dades a WD                    |
| ------ | ------------------------ | -------------------------------------------- | ------------------------------------------------- | ------- | -------------------------------------------------------------------------- | --------- | ------------------- | ----------------------------- |
|        | Font del Lleó            | Calonge Calonge i Sant Antoni                | nucli d'entitat singular de població              | 127 hab | 41° 51′ 34″ N, 3° 05′ 00″ E / 41.85956092°N,3.08321403°E 113 msnm          |           |                     | Modifica les dades a Wikidata |
|        | Forn Romà de Treumal     | Treumal Calonge i Sant Antoni                | nucli d'entitat singular de població              | 15 hab  | 41° 49′ 56″ N, 3° 05′ 12″ E / 41.83235052°N,3.086571065°E 14 msnm          |           |                     | Modifica les dades a Wikidata |
|        | Mas Ambròs               | Calonge i Sant Antoni Calonge                | nucli d'entitat singular de població              | 730 hab | 41° 51′ 18″ N, 3° 04′ 02″ E / 41.8550862103455°N,3.0672126079929°E 37 msnm |           |                     | Modifica les dades a Wikidata |
|        | Mas Artigues             | Cabanyes Calonge i Sant Antoni               | nucli d'entitat singular de població              | 19 hab  | 41° 51′ 39″ N, 3° 01′ 40″ E / 41.86071994°N,3.027784824°E 119.78 msnm      |           |                     | Modifica les dades a Wikidata |
|        | Mas Felet del Migdia     | Calonge i Sant Antoni Sant Daniel            | nucli d'entitat singular de població              | 100 hab | 41° 51′ 07″ N, 3° 06′ 30″ E / 41.8519383505493°N,3.10838540241143°E 4 msnm |           |                     | Modifica les dades a Wikidata |
|        | Mas Pallí                | Calonge i Sant Antoni Treumal                | nucli d'entitat singular de població              | 181 hab | 41° 50′ 38″ N, 3° 03′ 59″ E / 41.843792°N,3.066255°E 130 msnm              |           |                     | Modifica les dades a Wikidata |
|        | Mas Pallí II             | Treumal Calonge i Sant Antoni                | nucli d'entitat singular de població              | 90 hab  | 41° 50′ 32″ N, 3° 04′ 18″ E / 41.84211134°N,3.07179451°E 105 msnm          |           |                     | Modifica les dades a Wikidata |
|        | Puigsesforques           | Sant Daniel Calonge i Sant Antoni            | nucli d'entitat singular de població              | 284 hab | 41° 51′ 28″ N, 3° 06′ 29″ E / 41.857907°N,3.10797°E 48 msnm                |           |                     | Modifica les dades a Wikidata |
|        | Torre Valentina          | Treumal Calonge i Sant Antoni                | nucli d'entitat singular de població              | 215 hab | 41° 50′ 09″ N, 3° 05′ 23″ E / 41.83575945°N,3.0898067°E 65 msnm            |           |                     | Modifica les dades a Wikidata |
|        | Treumal de Dalt          | Treumal Calonge i Sant Antoni                | nucli d'entitat singular de població              | 65 hab  | 41° 50′ 05″ N, 3° 04′ 34″ E / 41.83466271°N,3.076084487°E 96 msnm          |           |                     | Modifica les dades a Wikidata |
|        | Urbanització Sant Daniel | Sant Daniel Calonge i Sant Antoni            | nucli d'entitat singular de població urbanització | 62 hab  | 41° 51′ 35″ N, 3° 05′ 43″ E / 41.85980352°N,3.09538314°E 17 msnm           |           |                     | Modifica les dades a Wikidata |
|        | el Nord-est de Treumal   | Treumal Calonge i Sant Antoni                | nucli d'entitat singular de població              | 31 hab  | 41° 49′ 59″ N, 3° 04′ 39″ E / 41.83293441°N,3.077610374°E 72 msnm          |           |                     | Modifica les dades a Wikidata |
|        | la Finca Verd            | Sant Daniel Calonge i Sant Antoni            | nucli d'entitat singular de població              | 60 hab  | 41° 51′ 46″ N, 3° 06′ 07″ E / 41.86267276°N,3.101848188°E 62 msnm          |           |                     | Modifica les dades a Wikidata |
|        | la Pineda                | Sant Antoni de Calonge Calonge i Sant Antoni | nucli d'entitat singular de població              | 28 hab  | 41° 51′ 09″ N, 3° 05′ 06″ E / 41.85247101°N,3.08513218°E 8 msnm            |           |                     | Modifica les dades a Wikidata |

## nucli de població
| imatge | Nom                       | Ubicat a                                     | instància de                                           | Detalls | coordenades                                                               | Protecció | Commons (més fotos) | Dades a WD                    |
| ------ | ------------------------- | -------------------------------------------- | ------------------------------------------------------ | ------- | ------------------------------------------------------------------------- | --------- | ------------------- | ----------------------------- |
|        | Mas Ros                   | Calonge i Sant Antoni                        | nucli de població                                      |         | 41° 50′ 22″ N, 3° 04′ 13″ E / 41.8394754703665°N,3.07017126200757°E       |           |                     | Modifica les dades a Wikidata |
|        | Mas Vilar                 | Calonge i Sant Antoni Treumal                | nucli de població nucli d'entitat singular de població | 0 hab   | 41° 50′ 30″ N, 3° 05′ 04″ E / 41.84165140758°N,3.0843945535769°E 10 msnm  |           |                     | Modifica les dades a Wikidata |
|        | Parc Sant Daniel          | Sant Daniel Calonge i Sant Antoni            | nucli de població nucli d'entitat singular de població | 7 hab   | 41° 51′ 42″ N, 3° 06′ 42″ E / 41.86158291°N,3.111630678°E 52 msnm         |           |                     | Modifica les dades a Wikidata |
|        | Riufred                   | Calonge i Sant Antoni Calonge                | nucli de població nucli d'entitat singular de població | 446 hab | 41° 51′ 48″ N, 3° 03′ 33″ E / 41.863283548383°N,3.0591204052876°E 92 msnm |           |                     | Modifica les dades a Wikidata |
|        | Río de Oro                | Calonge Calonge i Sant Antoni                | nucli de població nucli d'entitat singular de població | 210 hab | 41° 52′ 41″ N, 3° 03′ 33″ E / 41.87813941°N,3.05924341°E 112 msnm         |           |                     | Modifica les dades a Wikidata |
|        | Sant Nazari               | Calonge i Sant Antoni                        | nucli de població                                      |         | 41° 52′ 10″ N, 3° 04′ 21″ E / 41.869580710159°N,3.0723812451897°E         |           |                     | Modifica les dades a Wikidata |
|        | Torre Colomina            | Calonge i Sant Antoni Sant Antoni de Calonge | nucli de població nucli d'entitat singular de població | 392 hab | 41° 51′ 15″ N, 3° 06′ 39″ E / 41.8542384059°N,3.1109148355961°E 9 msnm    |           |                     | Modifica les dades a Wikidata |
|        | el Camp de l'Hort         | Sant Daniel Calonge i Sant Antoni            | nucli de població nucli d'entitat singular de població | 118 hab | 41° 50′ 38″ N, 3° 04′ 54″ E / 41.84401611°N,3.08153126°E 120 msnm         |           |                     | Modifica les dades a Wikidata |
|        | el Castell de Madeleine   | Treumal Calonge i Sant Antoni                | nucli de població nucli d'entitat singular de població | 28 hab  | 41° 50′ 01″ N, 3° 05′ 27″ E / 41.83350248°N,3.090720177°E 30 msnm         |           |                     | Modifica les dades a Wikidata |
|        | el Collet                 | Sant Antoni de Calonge Calonge i Sant Antoni | nucli de població nucli d'entitat singular de població | 58 hab  | 41° 51′ 02″ N, 3° 06′ 43″ E / 41.85060316°N,3.111898899°E 25 msnm         |           |                     | Modifica les dades a Wikidata |
|        | el Mas Barceló            | Calonge Calonge i Sant Antoni                | nucli de població nucli d'entitat singular de població | 230 hab | 41° 52′ 22″ N, 3° 03′ 26″ E / 41.87291643°N,3.05721395°E 82 msnm          |           |                     | Modifica les dades a Wikidata |
|        | el Mas Pere               | Calonge Calonge i Sant Antoni                | nucli de població nucli d'entitat singular de població | 606 hab | 41° 52′ 30″ N, 3° 04′ 05″ E / 41.87495489°N,3.06817035°E 93 msnm          |           |                     | Modifica les dades a Wikidata |
|        | el Mas Toi                | Calonge Calonge i Sant Antoni                | nucli de població nucli d'entitat singular de població | 89 hab  | 41° 51′ 26″ N, 3° 03′ 34″ E / 41.85709008°N,3.05933201°E 81 msnm          |           |                     | Modifica les dades a Wikidata |
|        | el Mas Vila de la Mutxada | Treumal Calonge i Sant Antoni                | nucli de població nucli d'entitat singular de població | 545 hab | 41° 50′ 27″ N, 3° 05′ 15″ E / 41.84071517°N,3.08740481°E 73 msnm          |           |                     | Modifica les dades a Wikidata |
|        | el Puig Rosell            | Calonge Calonge i Sant Antoni                | nucli de població nucli d'entitat singular de població | 34 hab  | 41° 52′ 24″ N, 3° 03′ 59″ E / 41.87325369°N,3.06630062°E 75 msnm          |           |                     | Modifica les dades a Wikidata |
|        | el Vescomtat de Cabanyes  | Cabanyes Calonge i Sant Antoni               | nucli de població nucli d'entitat singular de població | 542 hab | 41° 51′ 14″ N, 3° 02′ 59″ E / 41.85381625°N,3.04961889°E 116 msnm         |           |                     | Modifica les dades a Wikidata |
|        | els Jardins Palau         | Sant Daniel Calonge i Sant Antoni            | nucli de població nucli d'entitat singular de població | 83 hab  | 41° 51′ 18″ N, 3° 07′ 03″ E / 41.85502246°N,3.117628098°E 25 msnm         |           |                     | Modifica les dades a Wikidata |

## platja
| imatge | Nom                        | Ubicat a                                                    | instància de | Detalls               | coordenades                                                            | Protecció | Commons (més fotos)        | Dades a WD                    |
| ------ | -------------------------- | ----------------------------------------------------------- | ------------ | --------------------- | ---------------------------------------------------------------------- | --------- | -------------------------- | ----------------------------- |
|        | Platgeta de Cap Roig       | Calonge i Sant Antoni                                       | platja       |                       | 41° 49′ 36″ N, 3° 05′ 01″ E / 41.82660481073314°N,3.083657672437498°E  |           | Platgeta de Cap Roig       | Modifica les dades a Wikidata |
|        | cala de Morro del Vedell   | Calonge i Sant Antoni                                       | platja       | Llarg: 49m Ample: 26m | 41° 50′ 52″ N, 3° 08′ 14″ E / 41.847900000095°N,3.1371999998503°E      |           |                            | Modifica les dades a Wikidata |
|        | cala de la Roca del Paller | Calonge i Sant Antoni                                       | platja       |                       | 41° 49′ 58″ N, 3° 05′ 25″ E / 41.83279892007449°N,3.0902317115078666°E |           | Cala de la Roca del Paller | Modifica les dades a Wikidata |
|        | cala de les Roques Planes  | Calonge i Sant Antoni                                       | platja       |                       | 41° 49′ 58″ N, 3° 05′ 29″ E / 41.83286186673413°N,3.0915265855308274°E |           | Cala Roques Planes         | Modifica les dades a Wikidata |
|        | cala del Forn              | Calonge i Sant Antoni                                       | platja       |                       | 41° 49′ 56″ N, 3° 05′ 20″ E / 41.832266548729855°N,3.08875041958373°E  |           |                            | Modifica les dades a Wikidata |
|        | cala del Racó de les Dones | Calonge i Sant Antoni                                       | platja       |                       | 41° 50′ 14″ N, 3° 05′ 35″ E / 41.83723069181054°N,3.0931842371415224°E |           |                            | Modifica les dades a Wikidata |
|        | cala del Racó dels Homes   | Calonge i Sant Antoni                                       | platja       |                       | 41° 50′ 12″ N, 3° 05′ 37″ E / 41.836696707873955°N,3.093561956253898°E |           |                            | Modifica les dades a Wikidata |
|        | cala dels Esculls          | Calonge i Sant Antoni                                       | platja       |                       | 41° 49′ 57″ N, 3° 05′ 22″ E / 41.83262423967914°N,3.0895021655172346°E |           |                            | Modifica les dades a Wikidata |
|        | platja de Belladona        | Calonge i Sant Antoni Castell d'Aro, Platja d'Aro i s'Agaró | platja       |                       | 41° 49′ 32″ N, 3° 04′ 51″ E / 41.82546°N,3.08085°E                     |           | Platja de Belladona        | Modifica les dades a Wikidata |
|        | platja de Can Cristus      | Calonge i Sant Antoni                                       | platja       |                       | 41° 49′ 54″ N, 3° 05′ 16″ E / 41.83178°N,3.08768°E                     |           |                            | Modifica les dades a Wikidata |
|        | platja de Sant Antoni      | Calonge i Sant Antoni                                       | platja       |                       | 41° 50′ 34″ N, 3° 05′ 57″ E / 41.84289°N,3.09905°E                     |           | Platja de Sant Antoni      | Modifica les dades a Wikidata |
|        | platja de Sant Jordi       | Calonge i Sant Antoni                                       | platja       |                       | 41° 49′ 35″ N, 3° 04′ 58″ E / 41.82643°N,3.08271°E                     |           | Platja de Sant Jordi       | Modifica les dades a Wikidata |
|        | platja de Torre Valentina  | Calonge i Sant Antoni                                       | platja       |                       | 41° 50′ 22″ N, 3° 05′ 42″ E / 41.83935°N,3.09488°E                     |           |                            | Modifica les dades a Wikidata |
|        | platja de ses Torretes     | Calonge i Sant Antoni                                       | platja       |                       | 41° 49′ 47″ N, 3° 05′ 09″ E / 41.82979°N,3.0857°E                      |           | Platja de ses Torretes     | Modifica les dades a Wikidata |
|        | platja des Monestri        | Calonge i Sant Antoni                                       | platja       |                       | 41° 50′ 56″ N, 3° 06′ 56″ E / 41.84878°N,3.11558°E                     |           | Platja des Monestri        | Modifica les dades a Wikidata |

## serra
| imatge | Nom                  | Ubicat a                                                          | instància de | Detalls | coordenades                                                         | Protecció | Commons (més fotos) | Dades a WD                    |
| ------ | -------------------- | ----------------------------------------------------------------- | ------------ | ------- | ------------------------------------------------------------------- | --------- | ------------------- | ----------------------------- |
|        | Muntanya de Can Mont | Calonge i Sant Antoni                                             | serra        |         | 41° 51′ 57″ N, 3° 02′ 44″ E / 41.8659°N,3.04569°E 283 msnm          |           |                     | Modifica les dades a Wikidata |
|        | serra de l'Escorpí   | Calonge i Sant Antoni Cruïlles, Monells i Sant Sadurní de l'Heura | serra        |         | 41° 52′ 25″ N, 3° 01′ 24″ E / 41.87357778°N,3.02324444°E 302.1 msnm |           |                     | Modifica les dades a Wikidata |

## torre de defensa
| imatge | Nom              | Ubicat a              | instància de     | Detalls                     | coordenades                                              | Protecció                                            | Commons (més fotos) | Dades a WD                    |
| ------ | ---------------- | --------------------- | ---------------- | --------------------------- | -------------------------------------------------------- | ---------------------------------------------------- | ------------------- | ----------------------------- |
|        | Torre Valentina  | Calonge i Sant Antoni | torre de defensa |                             | 41° 50′ 14″ N, 3° 05′ 34″ E / 41.8373°N,3.09281°E 3 msnm | bé d'interès cultural bé cultural d'interès nacional | Torre Valentina     | Modifica les dades a Wikidata |
|        | Torre del Mal Ús | Calonge i Sant Antoni | torre de defensa | Estil: arquitectura popular | 41° 52′ 22″ N, 3° 05′ 37″ E / 41.8727°N,3.093739°E       | bé d'interès cultural bé cultural d'interès nacional |                     | Modifica les dades a Wikidata |

## torre de sentinella
| imatge | Nom                            | Ubicat a              | instància de        | Detalls | coordenades                                                | Protecció                                            | Commons (més fotos)            | Dades a WD                    |
| ------ | ------------------------------ | --------------------- | ------------------- | ------- | ---------------------------------------------------------- | ---------------------------------------------------- | ------------------------------ | ----------------------------- |
|        | Castellbarri                   | Calonge i Sant Antoni | torre de sentinella |         | 41° 51′ 19″ N, 3° 02′ 48″ E / 41.8552°N,3.04677°E 273 msnm | bé d'interès cultural bé cultural d'interès nacional | Castellbarri                   | Modifica les dades a Wikidata |
|        | Torre de la Creu del Castellar | Calonge i Sant Antoni | torre de sentinella |         | 41° 51′ 53″ N, 3° 03′ 45″ E / 41.8647°N,3.06263°E          | bé d'interès cultural bé cultural d'interès nacional | Torre de la Creu del Castellar | Modifica les dades a Wikidata |

## Misc
| imatge | Nom                                        | Ubicat a                                                                              | instància de                                    | Detalls                                                          | coordenades                                                           | Protecció                                  | Commons (més fotos)                           | Dades a WD                    |
| ------ | ------------------------------------------ | ------------------------------------------------------------------------------------- | ----------------------------------------------- | ---------------------------------------------------------------- | --------------------------------------------------------------------- | ------------------------------------------ | --------------------------------------------- | ----------------------------- |
|        | Búnquer de la Torre Valentina              | Calonge i Sant Antoni                                                                 | búnquer                                         |                                                                  | 41° 50′ 13″ N, 3° 05′ 37″ E / 41.836982°N,3.093593°E                  | bé cultural d'interès local                |                                               | Modifica les dades a Wikidata |
|        | Calonge, poble de llibres                  | Calonge i Sant Antoni                                                                 | institució cultural marca campanya              | 2021-12-10                                                       | 41° 51′ 45″ N, 3° 04′ 35″ E / 41.8625°N,3.076388888888889°E           |                                            |                                               | Modifica les dades a Wikidata |
|        | Caragol                                    | Calonge i Sant Antoni                                                                 | vèrtex geodèsic                                 | Alt: 1.2m                                                        | 41° 53′ 15″ N, 3° 05′ 29″ E / 41.887445°N,3.091349°E 362.151 msnm     |                                            |                                               | Modifica les dades a Wikidata |
|        | Cementiri Nou de Calonge                   | Calonge i Sant Antoni                                                                 | cementiri                                       | Estil: arquitectura eclèctica                                    | 41° 51′ 32″ N, 3° 05′ 31″ E / 41.8589°N,3.09191°E                     | bé cultural d'interès local                | Calonge Cemetery                              | Modifica les dades a Wikidata |
|        | Coll de la Ganga                           | Cruïlles, Monells i Sant Sadurní de l'Heura la Bisbal d'Empordà Calonge i Sant Antoni | collada                                         |                                                                  | 41° 53′ 56″ N, 3° 03′ 14″ E / 41.89879631193626°N,3.053978179907536°E |                                            |                                               | Modifica les dades a Wikidata |
|        | Esfera del Fòrum de les Cultures           | Calonge i Sant Antoni                                                                 | monument                                        |                                                                  | 41° 51′ 17″ N, 3° 04′ 50″ E / 41.8548586371159°N,3.080506324768067°E  |                                            |                                               | Modifica les dades a Wikidata |
|        | GI-661                                     | Calonge i Sant Antoni                                                                 | carretera                                       |                                                                  | 41° 50′ 43″ N, 3° 05′ 44″ E / 41.8453°N,3.09556°E                     |                                            |                                               | Modifica les dades a Wikidata |
|        | Parc d'activitats econòmiques de Calonge   | Calonge i Sant Antoni                                                                 | polígon industrial                              |                                                                  | 41° 51′ 05″ N, 3° 04′ 56″ E / 41.8513476004891°N,3.08220686915258°E   |                                            |                                               | Modifica les dades a Wikidata |
|        | Pont Rodó                                  | Calonge i Sant Antoni                                                                 | pont                                            | Estil: arquitectura popular Travessa: riera dels Molins          | 41° 51′ 25″ N, 3° 01′ 28″ E / 41.857036111111°N,3.0244194444444°E     | bé integrant del patrimoni cultural català | Pont Rodó                                     | Modifica les dades a Wikidata |
|        | Roques Planes, torre Valentina i voltants  | Calonge i Sant Antoni                                                                 | indret històric                                 |                                                                  |                                                                       | bé d'interès cultural                      | Plane Rocks, Valentina Tower and surroundings | Modifica les dades a Wikidata |
|        | Trinxeres de puig Cabré                    | Calonge i Sant Antoni                                                                 | trinxera                                        |                                                                  |                                                                       | bé cultural d'interès local                |                                               | Modifica les dades a Wikidata |
|        | badia de Palamós                           | Calonge i Sant Antoni Palamós                                                         | badia                                           |                                                                  | 41° 50′ 30″ N, 3° 06′ 33″ E / 41.84174°N,3.10903°E                    |                                            |                                               | Modifica les dades a Wikidata |
|        | casa consistorial de Calonge i Sant Antoni | Calonge i Sant Antoni                                                                 | casa consistorial                               |                                                                  | 41° 51′ 39″ N, 3° 04′ 36″ E / 41.8608773°N,3.0766841°E                |                                            | Ajuntament de Calonge                         | Modifica les dades a Wikidata |
|        | creu de terme                              | Calonge i Sant Antoni                                                                 | creu de terme                                   | Estil: escultura romànica                                        | 41° 51′ 44″ N, 3° 04′ 24″ E / 41.86227°N,3.07323°E                    | bé integrant del patrimoni cultural català |                                               | Modifica les dades a Wikidata |
|        | dolmen de Puigsesforques                   | Calonge i Sant Antoni                                                                 | dolmen                                          |                                                                  | 41° 51′ 28″ N, 3° 06′ 29″ E / 41.85777°N,3.10804°E 54 msnm            |                                            | Dolmen de Puigsesforques                      | Modifica les dades a Wikidata |
|        | mar Mediterrània                           |                                                                                       | mar interior mar mediterrani conca hidrogràfica | Superfície: 2500000km² Profunditat: 5267 1541m Volum: 3839000km³ | 38° N, 17° E / 38°N,17°E 0 msnm                                       |                                            | Mediterranean Sea                             | Modifica les dades a Wikidata |
|        | torrent d'en Simonet                       | Calonge i Sant Antoni                                                                 | torrent                                         | Desemboca: riera dels Molins                                     | 41° 51′ 20″ N, 3° 03′ 54″ E / 41.855522°N,3.065086°E                  |                                            |                                               | Modifica les dades a Wikidata |